# Hounslow East (metrostation)
Hounslow East is een station van de metro van Londen aan de Piccadilly Line. Het station is geopend in 1909 en vanaf 1933 deel van de Piccadilly Line.

## Geschiedenis
De lijn door het huidige station is op 21 juli 1884 geopend door Metropolitan District Railway als een aftakking naar Hounslow Barracks (tegenwoordig Hounslow West). De lijn was enkelsporig aangelegd vanaf de bestaande route naar Hounslow Town aan het oostelijke einde van de Hounslow High Street. Dat station was geopend in 1883. Oorspronkelijk waren er geen stations tussen Hounslow Barracks en Osterley & Spring Grove (tegenwoordig slechts Osterley genaamd).
Hounslow Town sloot op 31 maart 1886 en Heston & Hounslow station (nu Hounslow Central), werd de volgende dag (1 april 1886) geopend als vervanging.
In 1903 werd Hounslow Town heropend en treinen werden opgedeeld in Osterley en reden naar Hounslow West en Hounslow Town. Elektrificatie van de District Line sporen vond plaats tussen 1903 and 1905 waardoor elektrische locomotieven de stoomlocomotieven vervingen. Na elektrificatie werd het spoor tussen Osterley en Hounslow Central gesloten en werd een verbinding van Hounslow Town back naar Hounslow Central geopend. Treinen reden van Osterley naar Hounslow Town, veranderden daar van richting en reden dan naar Hounslow West. Deze omslachtige operatie werd in 1909 weer beëindigd en werd Hounslow Town gesloten. In plaats van Hounslow Town werd Hounslow East gebouwd, hoewel het in eerste instantie nog tot 1925 Hounslow Town genoemd werd.
De dienstregeling van de Piccadilly Line die tot Northfields reed sinds januari 1933 werd doorgetrokken naar Hounslow West op 13 maart 1933. Vanaf die datum tot 9 oktober 1964 werd de lijn geëxploiteerd door zowel de District Line als de Piccadilly Line.
In 2005 is het station herbouwd met een moderne stationshal aan de zuidzijde van het spoor met een nieuwe ingang aan de noordzijde, ter vervanging van het oude toegangsgebouwtje uit 1909.
Hounslow East is het eerste station in een unieke reeks van zeven opeenvolgende stations waarvan de naam met dezelfde letter (H) begint.